# ムーシー川

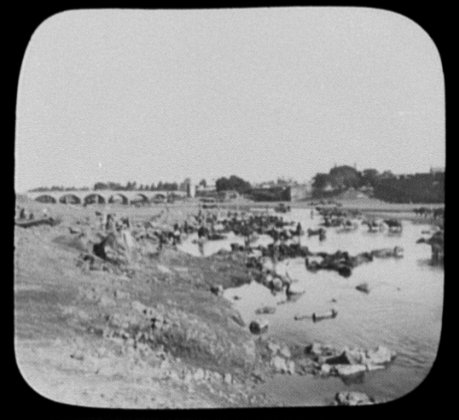
ムーシー川（1895年）

ムーシー川（ムーシーがわ、テルグ語:మూసీ నది）は、インドのアーンドラ・プラデーシュ州州都ハイダラーバードを東西に貫流する河川。ムシ川とも呼ばれる。

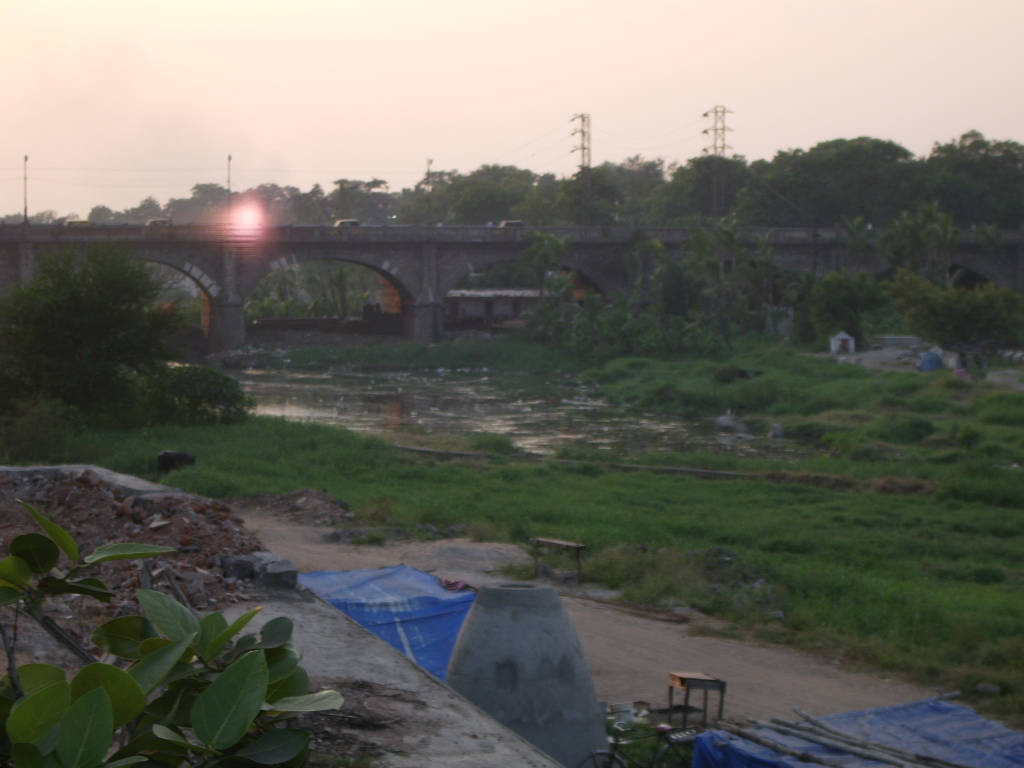
ムーシー川（2006年）

5つの主要な橋でチャール・ミナールのある旧市街（オールドシティー）と結ばれている。南岸にはチャール・ミナール、メッカ・マスジド、ハイダラーバード高等裁判所、サーラール・ジャング博物館があり、北岸には壮麗なオスマニア市民病院がある。
現在は、水量の少ない穏やかな流れの川であるが、記録されているだけでも数度大氾濫をおこしている。最初の記録は、ハイダラーバードの建設者であるゴールコンダ王国の時代に既に残されている。また、同王国が1687年にアウラングゼーブ軍に包囲された第三次攻城戦時にも、大氾濫が発生して包囲軍にかなりの被害がでたと記録されている。
1820年の大氾濫では、数百もの家屋が水没している。1908年9月28日の大氾濫は特に悲劇的なもので、2000近くもの家屋が押し流され、ムシ川両岸は、無数の死体や残骸で燦々たる様相であったと記録されている。これは、1日420mmという大豪雨のために、川の水位が33mあるいはそれ以上にまで上昇したことが原因である。ニザーム家は、軍と警察による救援所をハイダラーバードの10箇所に開設して、水害被害者の救済にあたった。また、このような破滅的な氾濫を防ぐために、ニザーム家は川の両岸の堤防を高く、また強固にするとともに、ウスマーン・サーガル、ヒマーヤト・サーガルという貯水湖を建設した。
ムシ川南岸のオールドシティーにある古い警察署では、当時の状況を示すものが今も残されているという。それは、警察署建物に記された氾濫水位の最高到達点を示すH.F.L (Height of Flood Level) の文字である。